# Mattinata
Mattinata (im lokalen Dialekt: Matenéte) ist eine italienische Gemeinde (comune) mit 5918 Einwohnern (Stand 31. Dezember 2023) in der Provinz Foggia in Apulien. Die Gemeinde liegt etwa 50 Kilometer nordöstlich von Foggia am Golf von Manfredonia (Adria). Mattinata liegt im Nationalpark Gargano und ist Teil der Comunità Montana del Gargano.

## Geschichte
Bei archäologischen Ausgrabungen wurden direkt am kleinen Hafen Überreste der antiken Siedlung Matinum aus römischer Zeit freigelegt, die wohl durch eine Flutwelle (infolge eines Seebebens o. ä.) zerstört wurde. Der Ort Mattinata wurde daher von den Überlebenden ca. 1–2 km von der Küste entfernt auf einer ersten Anhöhe im Landesinnern wieder aufgebaut. Bereits in der Naturalis Historia des Plinius wird ein Matinates ex Gargani erwähnt.
Aus dem Mittelalter stammen die Ruinen der Benediktinerabtei SS Trinità di Monte Sacro, die einst auf dem wenige Kilometer entfernten 874 Meter hohen Berg Monte Sacro thronte. Vom germanischen Nationalmuseum in Nürnberg, dessen Mitarbeiter auf den Spuren der Stauferkönige in Apulien unterwegs waren, erhielt die Gemeinde Mattinata jüngst ein 3D-Planmodell der Abtei, das von den deutschen Wissenschaftlern erstellt wurde, die an den Ausgrabungen vor Ort beteiligt waren. Auch auf dem benachbarten Höhenzug Monte Saraceno, der Mattinata von seiner Kreisstadt Manfredonia und der daran anschließenden apulischen Tiefebene Tavoliere trennt, wurden antike Grabstätten (Necropoli) der illyrischen Daunier entdeckt, die ab 1000 v. Chr. im Gebiet siedelten.

## Wirtschaft und Verkehr

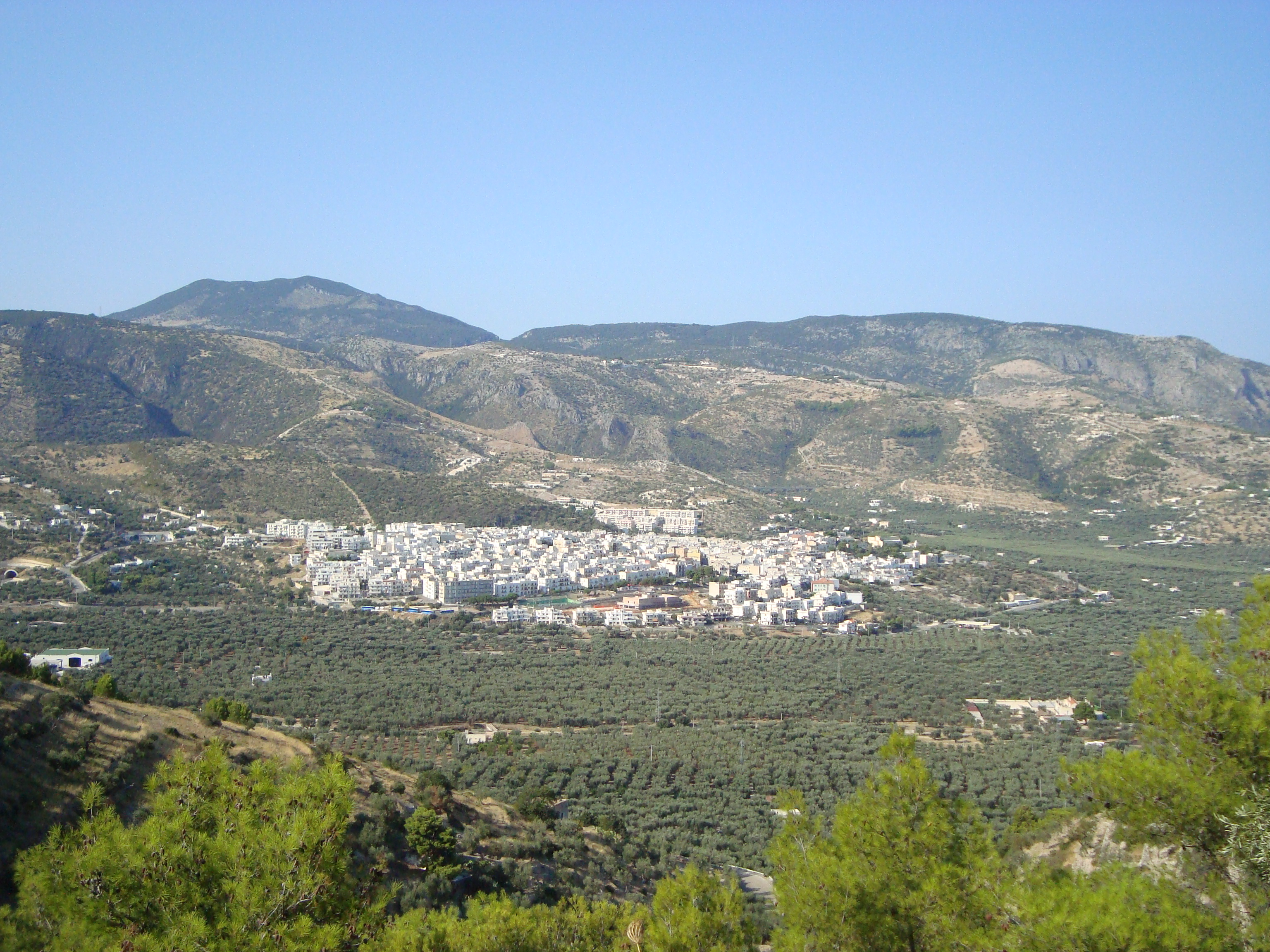
Mattinata

Die Küstengemeinde Mattinata gehörte seit der industriellen Neuzeit aufgrund ihrer abgelegenen Lage und umringt vom unwegsamen Gargano-Gebirge lange Zeit zu den ärmsten Gemeinden Italiens und besitzt auch heute eigentlich keine Industrie. Die Menschen sind aktuell im öffentlichen Dienst, Handel und Kleingewerbe beschäftigt. Daneben spielen die Landwirtschaft (Oliven) und saisonal auch der Tourismus eine gewisse Rolle. In den 1960er und 1970er Jahren ist ein großer Teil der männlichen Landbevölkerung den Ruf gefolgt, sein Geld als Gastarbeiter in den industriellen Zentren Europas zu verdienen. Man sagt, dass der zunehmende Wohlstand und die vielen neuen Häuser, die in der jüngeren Vergangenheit in der Gemeinde entstanden sind, vor allem den Überweisungen und den zahlreichen Rückkehrern aus Deutschland zu verdanken sind.
Bis zum Zweiten Weltkrieg war der Ort nur durch Eselspfade mit seinen Nachbarorten Monte Sant’Angelo und Manfredonia im Westen verbunden, deren Besuch nur mittels einer beschwerlichen Tagesreise möglich war. Der Seeweg war die einzig vernünftige Option zur östlichen Nachbargemeinde Vieste zu gelangen. Erst durch Mussolini wurde der Gargano durch Straßen erschlossen, und es dauerte bis in die 1980er Jahre, ehe sich für die Einwohner Mattinatas durch den Ausbau der Strada Statale (Bundesstraße) Foggia - Vieste und der Untertunnelung des Monte Saraceno die Fahrzeit mit dem Auto in die Kreisstadt Manfredonia von 1 Stunde auf 20 Minuten verringerte.

## Kulturelle Veranstaltungen

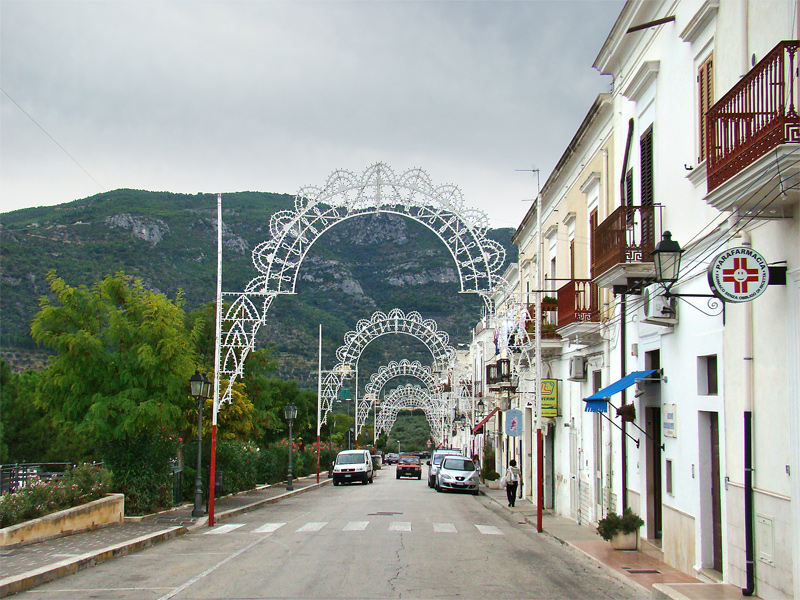
Der Corso Matino im September mit Festbeleuchtung

Das große Dorffest wird alljährlich vom 14.–16. September zu Ehren der Schutzheiligen der Gemeinde Santa Maria della Luce gefeiert. Der Ort wird geschmückt, die Kinder haben schulfrei, die Erwachsenen meist Urlaub. Es gibt Umzüge mit Jahrmarktbetrieb. Die italienische Tradition die jeweilige Schutzheilige der Gemeinde zu feiern ist am ehesten mit der Tradition der Kirchweih und/oder Wiesenfestes in Deutschland vergleichbar.
Der Corso Matino, die Hauptstraße von Mattinata, wird in den Sommermonaten jeden Abend für den Autoverkehr gesperrt und zur Fußgängerzone umfunktioniert. Da der Mattinatese in der Regel ein sehr geselliger und kommunikativer Mensch ist, gehört das allabendliche Flanieren auf der Piazza (dem Corso Matino) zu den Lieblingsbeschäftigungen von jung und alt.

## Mattinata in der Literatur
2018 veröffentlichte der deutsche Wissenschaftsjournalist Thomas de Padova sein Buch „Nonna“, in dem er das Leben seiner apulischen Großmutter thematisiert. De Padova, Sohn eines italienischen Gastarbeiters aus Neuwied, verbrachte seine Sommerferien seit seiner frühen Kindheit mit der Familie in Mattinata, dem Heimatort seines Vaters. Der Vater hatte – wie auch schon sein Vater und dessen Vater und viele Männer aus dem Dorf – sein Glück im Ausland gesucht. Indessen lebten Frauen und Kinder in ihrer kargen, abgeschiedenen Welt unter ärmlichen Umständen.